# Barbus innocens
The Inconspicious Barb (Barbus innocens) là một loài cá vây tia trong họ Cyprinidae.
Nó được tìm thấy ở Burundi, Malawi, and Tanzania.
Các môi trường sống tự nhiên của chúng là sông, hồ nước ngọt, đầm lầy nước ngọt, and inland deltas.
It is not considered a threatened species by the IUCN.